# Боровичі (Сафакулевський округ)
Боро́вичі (рос. Боровичи) — село у складі Сафакулевського округу Курганської області, Росія.
Населення — 375 осіб (2010, 533 у 2002).
Національний склад станом на 2002 рік:
- татари — 57 %